# Xenacelomorfs
Els xenacelomorfs (Xenacoelomoroha) són un fílum de bilaterals basals que agrupa els xenoturbèl·lids i els acelomorfs. Es tracta d'animals molt petits i simples. Aquesta agrupació va ser suggerida per sinapomorfies morfològiques i confirmada per anàlisi de filogènia molecular, que han situat als xenacelomorfs com a grup germà dels nefrozous.

## Filogènia
El clade Xenacoelomorpha, que agrupa Acoelomorpha i el gènere Xenoturbella, va ser reconegut gràcies a estudis moleculars. En un principi, van ser considerats deuteròstoms, però anàlisis més recents del transcriptoma, han arribat a la conclusió que els xenacelomorfs són el grup germà dels nefrozous, un linatge que inclou tan els protostomats com els deuterostomats, esdevenint el clade més basal de bilaterals, segons mostra el cladograma següent:
|  | Spiralia  |
|  |           |
|  | Ecdysozoa |
|  |           |

|  | Ambulacraria |
|  |              |
|  | Chordata     |
|  |              |

|  | Spiralia  |
|  |           |
|  | Ecdysozoa |
|  |           |

|  | Ambulacraria |
|  |              |
|  | Chordata     |
|  |              |

|  | Spiralia  |
|  |           |
|  | Ecdysozoa |
|  |           |

|  | Ambulacraria |
|  |              |
|  | Chordata     |
|  |              |

|  | Spiralia  |
|  |           |
|  | Ecdysozoa |
|  |           |

|  | Ambulacraria |
|  |              |
|  | Chordata     |
|  |              |

## Taxonomia
Fílum Xenacoelomorpha
- Subfílum Acoelomorpha
  - Ordre Acoela
  - Ordre Nemertodermatida
- Subfílum Xenoturbellida